# Il divo (film)
Il divo ("De ster") is een Italiaanse film uit 2008 geregisseerd door Paolo Sorrentino. Het is een biografie over de voormalige Italiaanse premier Giulio Andreotti.
De film was genomineerd voor een Gouden Palm bij het Cannes Film Festival in 2008, waar het de juryprijs in de wacht sleepte.
De film was in Nederland voor het eerst te zien tijdens het International Film Festival Rotterdam.

## Verhaallijn
De film vertelt het verhaal van de Italiaanse minister-president Giulio Andreotti, die zeven keer sinds de oprichting in 1946 werd verkozen tot minister-president. De film richt zich met name op de laatste regeerperiode in 1992 tot de rechtszaak waarin hij werd beschuldigd van banden met de maffia.

## Hoofdrolspelers
- Toni Servillo als premier Giulio Andreotti
- Anna Bonaiuto als Livia Danese
- Piera Degli Esposti als mevr. Enea, Giulio Andreotti's secretaris
- Paolo Graziosi als Aldo Moro
- Giulio Bosetti als Eugenio Scalfari
- Flavio Bucci als Franco Evangelisti
- Carlo Buccirosso als Paolo Cirino Pomicino
- Giorgio Colangeli als Salvo Lima
- Alberto Cracco als Don Mario
- Lorenzo Gioielli als Mino Pecorelli
- Gianfelice Imparato als Vincenzo Scotti
- Massimo Popolizio als Vittorio Sbardella
- Aldo Ralli als Giuseppe Ciarrapico
- Giovanni Vettorazzo als Magistrate Scarpinato
- Cristina Serafini als Caterina Stagno
- Achille Brugnini als Fiorenzo Angelini
- Fanny Ardant als de vrouw van de Franse ambassadeur

Verder spelen de volgende personen mee:
- Pohjola's Daughter (op. 49) - Jean Sibelius
- Danse macabre (op. 40) - Camille Saint-Saëns
- I migliori anni della nostra vita - Renato Zero

## Prijzen
- Cannes Filmfestival
  - Prix du Jury (Paolo Sorrentino)
  - Prix Vulcain (Luca Bigazzi en Angelo Raguseo)

- Sannio FilmFest
  - Premio "Capitello d'Oro" Migliore Attore (Carlo Buccirosso)

- Premio "Sonora", una Musica per il Cinema
  - Premio Migliore Colonna Sonora (Teho Teardo)

- Filmfestival van Venetië
  - Premio "SIAE" alla Creatività 2008 (Paolo Sorrentino)

- Festival du Cinéma Italien d'Ajaccio
  - Prix Meilleur Acteur (Toni Servillo)

- Martini Premiere Award
  - Menzione Speciale per la Locandina
  - Premio "The Most Innovative Movie"

- Premio Internazionale Cinearti "La Chioma di Berenice"
  - Premio Migliore Arredamento (Alessandra Mura)

- European Film Awards
  - Best European Actor (Toni Servillo)

- Sevilla Festival de Cine:
  - Eurimages

- Tallinn Black Nights Film Festival
  - Best directors of photography (Luca Bigazzi)